# Sovjetski tenkovi u Drugom svjetskom ratu
U trenutku izbijanja Drugog svjetskog rata Sovjetski savez je bio svjetska velesila. Samo s 12000 primjeraka tenka T-26 1940. godine on je imao više tenkova nego sve druge tadašnje velesile zajedno. Ta činjenica je bila 1941. godine ujedno primjer snage i slabosti komunističkog carstva pošto su ti tenkovi početkom rata bili zbog svoje zastarjelosti više teret nego korist. Drugi problem Crvene armije su bile krvave Staljinove čistke koje su uništile časnički kor oklopnih divizija postavivši na njihov vrh političke podobne, ali vojno nesposobne zapovjednike.
Tenkovi Crvene armije su bili:
- T-26
- T-40 amfibijski tenk
- T-50
- T-60
- T-70
- T-80 laki tenk
- T-34
- T-44
- KV-1
- KV-85
- KV-2
- IS-1
- IS-2